# بيت الدعوس (يريم)

تعديل مصدري - تعديل

بيت الدعوس هي إحدى قرى عزلة بني مسلم بمديرية يريم التابعة لمحافظة إب، بلغ تعداد سكانها 747 نسمة حسب تعداد اليمن لعام 2004.